# Potenza Calcio

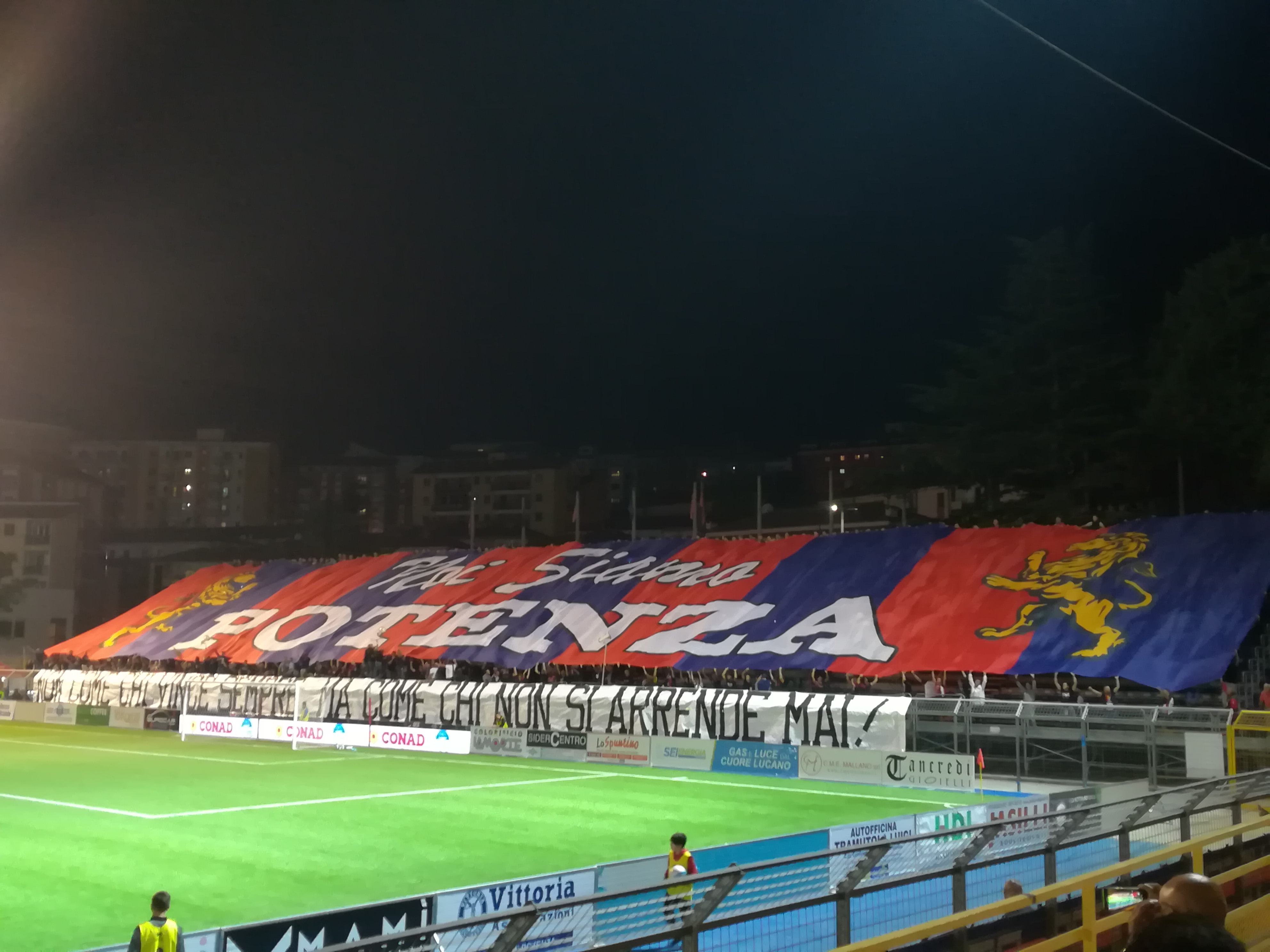
Hinchas del Potenza en el Estadio Viviani.

El Potenza Calcio es un club de fútbol de Italia, con sede en Potenza, en Basilicata. Fue fundado en 1919 y refundado en varias oportunidades. Compite en la Serie C, tercera categoría del fútbol italiano.

## Historia
Fue refundado en junio del año 2012 en la ciudad de Potenza en Basilicata con el nombre FCD Rossoblu Potenza luego de la fusión de los equipos Controsenso Potenza y Atella Monticchio, y es la reencarnación del desaparecido Potenza SC, el cual fue desafiliado de la Federación Italiana de Fútbol en 2012.
En la temporada 2014/15 cambia su nombre por el de Potenza Calcio, y en la temporada 2017/18 logra el ascenso a la Serie C por primera vez en su historia.

## Entrenadores
- Giuseppe Camelia (2013-14)[6]
- Nicola Ragno (2017–18)[7]

## Palmarés

### Torneos interregionales
- Serie C (1): 1962-63 (Grupo C)
- Serie C2 (1): 1991-92 (Grupo C)
- Serie D (1): 1960-61 (Grupo F), 1974-75 (Grupo G), 2017-18 (Grupo H)[5]

### Torneos regionales
- Eccellenza Basilicata (1): 2013-14[6]
- Promozione Basilicata (2): 1956-57, 1986-87
- Campionato Dilettanti Basilicata (1): 1958-59 (Grupo A)